# Stazione di Singil
La stazione di Singil (신길역 - 新吉驛, Singil-yeok) è una stazione della metropolitana di Seul servita dalla linea 1 (gestita da Korail) e dalla linea 5 (gestita dalla SMRT), situata nel quartiere di Yeongdeungpo-gu a Seul.

## Linee
Korail
■ Linea 1
SMRT
● Linea 5

## Struttura
Le due stazioni sono realizzate in superficie, per la linea 1, e sottoterra per la linea 5. La distanza minima di interscambio fra le due è di 247 metri.

### Stazione Korail
La stazione è costituita da una banchina a isola e due laterali, con un totale di quattro binari passanti in superficie. I binari 1 e 2 sono utilizzati dai treni espressi A, e per il passaggio degli altri treni più veloci che non fermano. I binari sono protetti da porte di banchina. 
| 1 | ● Linea 1 | Espressi per Guro, Bucheon, Dong-Incheon e Cheonan                              |
| 2 | ● Linea 1 | Espressi per Noryangjin e Yonsan                                                |
| 3 | ● Linea 1 | Locali per Guro, Incheon, Cheonan e Sinchang                                    |
| 4 | ● Linea 1 | Locali per Seul, Cheongnyangni, Cheongnyangni, Uijeongbu, Dongducheon e Soyosan |

### Stazione Linea 5
La stazione della linea 5 è situata in profondità sotto il livello del terreno. Sono presenti due marciapiedi laterali, dotati di porte di banchina.
| Direzione Banghwa             | ● Linea 5 | per Yeongdeungpo-gucheong, Kkachisan, Gimpo Aeroporto e Banghwa |
| Direzione Macheon/Sangil-dong | ● Linea 5 | per Yeouido, Wangsimni, Sangil-dong e Macheon                   |

## Stazioni adiacenti
| «                      | Servizio          | »            |
| Linea 1                | Linea 1           | Linea 1      |
| ---------------------- | ----------------- | ------------ |
| Daebang                | Locale Espresso A | Yeongdeungpo |
| L'espresso B non ferma |                   |              |
| Linea 5                |                   |              |
| Yeongdeungpo Sijeong   | -                 | Yeouido      |